# Parti social d'unité nationale
Le Parti social d'unité nationale (en espagnol : Partido Social de Unidad Nacional), souvent appelé Parti de la U en référence au nom de l'ancien président Uribe, est un parti politique colombien qui se définit comme centriste.

## Histoire
Fondé en 2005 pour rassembler les partisans du président Álvaro Uribe, il devient rapidement l'un des principaux partis politiques, aux côtés du Parti libéral colombien et du Parti conservateur colombien.
Le Parti de la U se définit initialement comme « le parti du président Uribe ». Il effectuera par la suite un virage centriste.
À la suite de l'échec de la proposition de référendum visant à obtenir la possibilité pour Álvaro Uribe de se présenter pour un troisième mandat, Juan Manuel Santos représente le parti à l'élection présidentielle de 2010, qu'il remporte,. Juan Manuel Santos est réélu en 2014.
Lors de l'élection présidentielle de 2018, le Parti de la U soutient la candidature de Germán Vargas Lleras, qui obtient 7,3 % des voix.

## Idéologie
La déclaration de programmation (Declaración Programática) est la plate-forme idéologique du parti.
Elle indique que le Parti social d'unité nationale soutient la mise en place d'une économie de marché et le développement de l'État-providence. En 2010, le président Santos affirme soutenir l’approche de Troisième voie prônée par Tony Blair.
Le parti reconnaît la famille comme base de la société et promeut la mondialisation en mettant l’accent sur l’éducation, la science et la technologie. Il soutient également le processus de décentralisation.
Depuis 2012, le parti est membre observateur de l'Internationale libérale.